# Asplenium diplosceum
Asplenium diplosceum är en svartbräkenväxtart som beskrevs av Georg Hans Emmo Wolfgang Hieronymus. Asplenium diplosceum ingår i släktet Asplenium och familjen Aspleniaceae. Inga underarter finns listade.